# Jacob Quillan
Jacob Quillan, född 2 februari 2002, är en kanadensisk professionell ishockeyforward som är kontrakterad till Toronto Maple Leafs i National Hockey League (NHL) och spelar för Toronto Marlies i American Hockey League (AHL).
Han har tidigare spelat för Quinnipiac Bobcats i National Collegiate Athletic Association (NCAA).
Quillan blev aldrig NHL-draftad.

## Statistik
| 2014–2015   | Dartmouth Whalers            | NSMBHL      | 33  | 10 | 13 | 23 | 16 | 2  | 0 | 1  | 1  | 0 |
| 2015–2016   | Newbridge Academy Gladiators |             | 27  | 5  | 5  | 10 | 0  | —  | — | —  | —  | — |
| 2016–2017   | Dartmouth Steele Subaru      | NSMMHL      | 36  | 8  | 20 | 28 | 8  | 11 | 1 | 7  | 8  | 6 |
| 2017–2018   | Dartmouth Steele Subaru      | NSMMHL      | 35  | 14 | 30 | 44 | 16 | 14 | 5 | 11 | 16 | 4 |
| 2018–2019   | Salisbury Crimson Knights    |             | 30  | 15 | 18 | 33 | —  | —  | — | —  | —  | — |
|             | Yale Jr. Bulldogs U16        |             | 4   | 1  | 0  | 1  | 0  | —  | — | —  | —  | — |
| 2019–2020   | Salisbury Crimson Knights    |             | 28  | 17 | 20 | 37 | —  | —  | — | —  | —  | — |
|             | Yale Jr. Bulldogs U18        |             | 4   | 0  | 0  | 0  | 2  | 1  | 1 | 1  | 2  | 0 |
| 2020–2021   | Penticton Vees               | BCHL        | 20  | 13 | 14 | 27 | 2  | —  | — | —  | —  | — |
| 2021–2022   | Quinnipiac Bobcats           | NCAA        | 36  | 2  | 7  | 9  | 24 | —  | — | —  | —  | — |
| 2022–2023   | Quinnipiac Bobcats           | NCAA        | 41  | 19 | 19 | 38 | 12 | —  | — | —  | —  | — |
| 2023–2024   | Quinnipiac Bobcats           | NCAA        | 39  | 17 | 29 | 46 | 16 | —  | — | —  | —  | — |
|             | Toronto Marlies              | AHL         | 7   | 0  | 1  | 1  | 2  | 3  | 0 | 0  | 0  | 2 |
| 2024–2025   | Toronto Maple Leafs          | NHL         | 1   | 0  | 0  | 0  | 0  | —  | — | —  | —  | — |
|             | Toronto Marlies              | AHL         | 35  | 6  | 9  | 15 | 20 | —  | — | —  | —  | — |
| NHL totalt  | NHL totalt                   | NHL totalt  | 1   | 0  | 0  | 0  | 0  | —  | — | —  | —  | — |
| AHL totalt  | AHL totalt                   | AHL totalt  | 42  | 6  | 10 | 16 | 22 | 3  | 0 | 0  | 0  | 2 |
| NCAA totalt | NCAA totalt                  | NCAA totalt | 116 | 38 | 55 | 93 | 52 | —  | — | —  | —  | — |